# Cabeza de serie
Cabeza de serie es el nombre que recibe en diferentes competiciones deportivas aquel participante que es considerado como uno de los mejores competidores y, por lo tanto, obtiene ciertos beneficios principalmente durante el diseño del torneo. Los cabezas de serie son denominados también como sembrados (del inglés seeds).
En general, los beneficios de los cabezas de serie implican que en sistemas de eliminación directa, puedan clasificar directamente a algunas rondas más avanzadas del torneo y que sean colocados en llaves de tal forma que solo puedan enfrentarse entre ellos en algunas de las rondas finales. Cuando se realizan sistemas de grupos, los cabezas de serie son colocados en distintos grupos para no enfrentar a los rivales más difíciles en las primeras rondas. El diseño de las rondas siguientes, aunque depende de los resultados de cada grupo, está diseñado pensando en que los cabezas de serie clasifiquen fácilmente y así no se enfrenten de inmediato.
Para definir los cabezas de serie, los organizadores de los torneos utilizan diversos criterios, generalmente los resultados en torneos anteriores o sistemas de clasificación de importancia, como el de la ATP en el tenis o la clasificación mundial de la FIFA para el fútbol.
En algunos casos, dos equipos de gran prestigio pueden no ser cabezas de serie, por lo que se enfrentan en tempranas instancias del torneo. Este tipo de sucesos genera, por ejemplo, los denominados grupos de la muerte.